# John Whitehead
John Whitehead (ur. 2 lipca 1948  w Filadelfii, zm. 11 maja 2004 tamże) – amerykański muzyk i producent rhythm and bluesa.
Wraz z Gene’em McFaddenem tworzył zespół The Epsilons, odkryty przez Otisa Reddinga. Nagrali m.in. przebój Echo. W latach 70. cieszyli się uznaniem jako twórcy piosenek dla wykonawców związanych z wytwórnią Philly International Records; autorstwa McFaddena i Whiteheada były m.in. utwory Back Stabbers, For the Love of Money, I'll Always Love My Mama, Wake Up Everybody, Where Are All My Friends.
The Epsilons osiągnęli także sukces z własną piosenką; utwór Ain't No Stoppin' Us Now (1979) zajmował pierwszą lokatę na listach przebojów rhythmandbluesowych oraz został nominowany do nagrody Grammy.
W latach 80. Whitehead spędził dwa lata w więzieniu za oszustwa podatkowe, próbował następnie kariery solowej. Zmarł tragicznie, zastrzelony; jedna z teorii głosi, że była to śmierć w ramach porachunków przestępczych.